# Зыбин, Сергей Васильевич (генерал)
Сергей Васильевич Зыбин (1820—1878) — генерал-майор, герой Кавказских походов и Восточной войны.

## Биография
Родился в 1820 году. Образование получил в частном учебном заведении.
В военную службу вступил в 1837 году фейерверкером 4-го класса в лейб-гвардии 1-ю артиллерийскую бригаду, где был зачислен в 1-ю батарейную батарею.
В 1840 году командирован на Кавказ и начиная с этого времени и вплоть до конца 1860-х годов почти непрерывно находился в походах против горцев. В самой же первой своё кампании на Кавказе он заслужил Знак отличия ордена св. Георгия. 7 апреля 1843 года Зыбин был произведён в прапорщики с переводом в 20-ю артиллерийскую бригаду, служил в батарейной № 3 батареи.
В 1853—1855 годах в чине штабс-капитана служил в лёгкой № 1 батарее Кавказской гренадерской артиллерийской бригады, принимал участие в Восточной войне. За отличие в сражении при Башкадыкларе произведён в капитаны и награждён золотой саблей с надписью «За храбрость», а за отличие в сражении при Кюрюк-Дара был удостоен ордена св. Георгия 4-й степени
Выдвинутый со вверенным ему дивизионом на правый фланг нашей боевой линии против наступавшего неприятеля, капитан Зыбин под сильным его огнём снялся с передков, и меткой прицельной стрельбой заставил восемь батарейных турецких орудий оставить свою позицию, а потом, перейдя в наступление, он окончательно расстроил стоявшую перед ним неприятельскую артиллерию с пехотой, и обратил их в бегство.
С 1855 года командовал лёгкой № 8 батареей 18-й артиллерийской бригады. За штурм Карса 17 сентября 1855 года произведён в подполковники. В следующем году назначен командиром резервной батареи 21-й артиллерийской бригады, а ещё через год — командиром облегчённой № 2 батареи 20-й артиллерийской бригады, далее он командовал облегчённой № 6 батареей этой же бригады.
12 ноября 1865 года Зыбин получил чин полковника и назначение на должность командира 20-й артиллерийской бригады. 30 августа 1875 года произведён в генерал-майоры и в следующем году назначен состоять при Кавказской армии с зачислением по полевой пешей артиллерии.
Скончался 13 января 1878 года.

## Награды
Среди прочих наград Зыбин имел следующие:
- Знак отличия Военного ордена Святого Георгия (1840 год)
- Орден Святой Анны 3-й степени с мечами и бантом (1852 год)
- Золотая сабля с надписью «За храбрость» (1 апреля 1854 года)
- Орден Святого Георгия 4-й степени (28 декабря 1854 года, № 9568 по кавалерскому списку Григоровича — Степанова)
- Орден Святого Станислава 2-й степени (1861 год)
- Орден Святого Владимира 4-й степени с бантом (1867 год, за беспорочную выслугу 25 лет в офицерских чинах)
- Орден Святой Анны 2-й степени (1871 год)
- Орден Святого Владимира 3-й степени (1874 год)